# Interrupted Melody
 Interrupted Melody és una pel·lícula estatunidenca de Curtis Bernhardt estrenada el 1955.

## Argument
La vida de la cantant d'òpera australiana Marjorie Lawrence.

## Repartiment
- Eleanor Parker: Marjorie 'Margie' Lawrence
- Glenn Ford: Dr. Thomas 'Tom'King
- Roger Moore: Cyril Lawrence
- Cecil Kellaway: Bill Lawrence
- Peter Leeds: Dr. Ed Ryson
- Evelyn Ellis: Clara
- Walter Baldwin: Jim Owens
- Ann Codee: Madame Gilly
- Leopold Sachse: Ell mateix
- Stephen Bekassy: Comte Claude des Vignaux
- Doris Lloyd (no surt als crèdits): Treballadora voluntària

## Premis i nominacions
1956

### Premis
- Oscar al millor guió original per William Ludwig i Sonya Levien

### Nominacions
- Oscar a la millor actriu per Eleanor Parker
- Oscar al millor vestuari per Helen Rose